# Hilary Spurling
Susan Hilary Spurling (née Forrest ; née le 25 décembre 1940) est une écrivaine britannique, connue pour son travail de journaliste et de biographe.

## Biographie
Née à Stockport, Cheshire, du juge de circuit Gilbert Alexander Forrest (1912–1977) et de l'enseignante Emily Maureen, fille de Joseph Armstrong, de Fivemiletown, comté de Tyrone , Spurling fait ses études à Clifton High School, une école indépendante à Bristol, dans le sud-ouest de l'Angleterre, puis au Somerville College, à Oxford.
Spurling remporte le prix Whitbread pour le deuxième volume de sa biographie d'Henri Matisse en janvier 2006. Burying The Bones: Pearl Buck in China est publié en mars 2010.
En 1961, elle épouse le dramaturge John Spurling (en). Le couple a trois enfants.

## Publications
- IIvy When Young: The Early Life of Ivy Compton-Burnett, 1884-1919 (1974)
- Mervyn Peake : Drawings (1974), éditeur
- IInvitation to the Dance: A Handbook to Anthony Powell's (1977)
- Secrets of a Woman's Heart: The Later Life of Ivy Compton-Burnett, 1920-1969 (1984)
- Elinor Fettiplace's Receipt Book: Elizabethan Country House Cooking (1986)
- Paul Scott : A Life (1990)
- Paper Spirits. Collage Portraits by Vladimir Sulyagin (1992), introduction
- Ivy: The Life of I. Compton-Burnett (1995 ; combine deux volumes publiés séparément à l'origine en 1974 et 1984)
- The Unknown Matisse: Volume 1 – A Life of Henri Matisse 1869–1908 (1998)
- La Grande Thérèse : The Greatest Swindle of the Century (1999) sur Thérèse Humbert
- The Girl from the Fiction Department: A Portrait of Sonia Orwell (2002)
- Matisse the Master: The Conquest of Colour 1909–1954 (2005)
- Ann Stokes : Artists' Potter (contributeur) (2009)
- Matisse: The Life (version abrégée de deux œuvres antérieures) (2009)
- Burying the Bones: : Pearl Buck in China (2010)
- Anthony Powell : Dancing to the Music of Time (2017)

## Récompenses
- 1976, Prix Rose-Mary-Crawshay pour Ivy When Young : The Early Life of Ivy Compton-Burnett 1884–1919
- 1984, Prix Duff Cooper pour Ivy When Young : The Early Life of Ivy Compton-Burnett 1884–1919
- 2005, prix Whitbread du livre de l'année pour Matisse the Master: The Conquest of Colour 1909–1954
- 2010, Prix James-Tait-Black pour la biographie, pour Burying the Bones: Pearl Buck in China [4]